# Eccrisis flavicollis
Eccrisis flavicollis is een keversoort uit de familie van de boktorren (Cerambycidae). De wetenschappelijke naam van de soort werd in 1878 als Sagridola flavicollis gepubliceerd door Charles Owen Waterhouse.